# Gemas del Infinito (Universo cinematográfico de Marvel)
Las Gemas del Infinito son elementos ficticios en el Universo Cinematográfico de Marvel (MCU). Son significativos en las primeras tres fases (también llamadas "Infinity Saga") del MCU, desempeñando papeles importantes en varias películas y siendo el MacGuffin de las películas Avengers: Infinity War y Avengers: Endgame. También jugaron un papel importante en el Blip. Las Gemas del Infinito se basan en las Gemas del Infinito de Marvel Comics.

## Historia ficticia

### Antecedentes
La existencia de las Gemas del Infinito ha sido descrita como "la única fuerza impulsora que unifica todas las luchas entre robots, alienígenas y héroes". En Guardians of the Galaxy (2014), el Coleccionista explica que las Gemas son los restos de seis singularidades que existieron antes del Big Bang, que fueron comprimidas en piedras por entidades cósmicas después del comienzo del universo y que se dispersaron por todo el cosmos. En Avengers: Infinity War (2018), Wong y Stephen Strange explican con más detalle que cada Gema encarna y controla un aspecto esencial de la existencia.

### El Blip
Thanos busca recolectar todas las Gemas del Infinito y usarlas para matar a la mitad de toda la vida en el universo, creyendo que su plan la salvará de la extinción. En 2012, solicita la ayuda de Loki y en 2014, solicita la ayuda de Ronan el Acusador para recolectar las Gemas del Espacio y del Poder respectivamente, pero ambas fallan. En 2015, producto de estas derrotas, Thanos decide coleccionarlos él mismo.
En 2018, después de recolectar todas las Gemas e iniciar el Blip, Thanos parte al exilio y destruye las gemas para que sus acciones no se puedan deshacer. 

### Endgame
Cinco años más tarde, los Vengadores sobrevivientes usan el Reino cuántico para viajar en el tiempo a 1970, 2012, 2013 y 2014 para recuperar las gemas que estaban presentes en esos períodos de tiempo alternativos (sus acciones en el pasado no afectan la línea de tiempo actual; en su lugar, crean líneas de tiempo alternativas), lo que les permite deshacer las acciones de Thanos. Sin embargo, el Thanos del 2014 alternativo (habiendo sido alertado por sus acciones gracias a los implantes cibernéticos de Nebula que se vinculan con su yo pasado) puede seguirlos hasta el presente y, creyendo que su plan solo fracasó porque los sobrevivientes no pudieron "seguir adelante" de las pérdidas, intenta usar las gemas desplazadas en el tiempo para destruir todo el universo y crear uno nuevo en venganza por la destrucción del Blip. Durante la batalla a gran escala resultante entre los Vengadores y Thanos, Tony Stark reclama las Gemas y las usa para derrotar a Thanos de 2014 y sus fuerzas a costa de su vida. Posteriormente, Steve Rogers devuelve las gemas anteriores y una versión alternativa del Mjolnir que Thor tomó del 2013 alternativo a sus respectivos períodos de tiempo para garantizar la supervivencia de las líneas de tiempo alternativas.

### Post Endgame
- En un flashback en el penúltimo episodio de WandaVision, se muestra el momento de la experimentación de Hydra con la Gema de la Mente en Wanda Maximoff; su exposición a ella había aprovechado su magia innata y la había hecho extraordinariamente más poderosa, además de darle una visión profética de su personalidad de Bruja Escarlata.
- En el primer episodio de Loki, mientras el Loki alternativo de 2012 intenta recuperar el Teseracto alternativo de 2012, descubre que la Autoridad de Variación Temporal (AVT) posee variantes confiscadas de las Gemas de líneas de tiempo eliminadas; algunos de los trabajadores de la AVT simplemente usan estas variantes como pisapapeles debido a que las Gemas son consideradas como objetos insignificantes para ellos, ya que toda la instalación de la AVT existe fuera del Multiverso.
- Las Gemas hacen numerosas apariciones en What If...? a medida que los eventos se alejan de la sagrada línea de tiempo.
  - En una versión alternativa de la Segunda Guerra Mundial, Howard Stark usa el Teseracto confiscado (Gema del Espacio) como fuente de energía para crear el Hydra Stomper.
  - En otro universo, T'Challa, en lugar de Peter Quill, encuentra la Gema del Poder en Morag.
  - Una versión alternativa de Stephen Strange intenta usar la Gema del Tiempo para revivir a Christine Palmer, solo para descubrir que su muerte es un punto absoluto en su universo, a pesar de sus innumerables intentos de evitar el escenario. Se convierte en la única gema que queda en existencia en su universo debido a sus acciones posteriores.
  - Mientras un universo sufre un brote de zombis cuánticos, Visión descubre que su Gema de la Mente se puede usar para curar a los infectados, y les da la piedra a los héroes sobrevivientes para que la lleven a Wakanda, sacrificándose. Sin embargo, un Thanos zombificado llega a Wakanda y posee las otras cinco Gemas del Infinito en su Guantelete.
  - En otro escenario, Thanos llega una vez más a la Tierra con cinco Gemas, solo para descubrir que los Vengadores perdieron ante Ultrón, quien está en posesión del cuerpo de vibranium de Visión y la Gema de la Mente. Ultrón mata a Thanos y toma las gemas para sí mismo, usándolas para conquistar y destruir su universo. Cuando se completa esta tarea, Ultrón alcanza un nivel más alto de conciencia y las usa para viajar a otras dimensiones y batirse en duelo con Uatu, el Vigilante. Para detener a Infinity Ultron, el Vigilante reúne a los Guardianes del Multiverso, un equipo de héroes de varias realidades alternativas, que finalmente matan a Ultron cargando la conciencia analógica de Arnim Zola en su cuerpo. Las gemas casi son tomados por Erik Killmonger, pero Zola lo detiene, quien intenta tomarlas para sí mismo. Strange Supreme y el Vigilante los encarcelan junto con las gemas en una dimensión de bolsillo, congelados fuera del tiempo para que ni ellos ni los "Ultron Stones" puedan ser una amenaza nunca más.

## Lista de Gemas del infinito
| Gema     | Capacidad                                    | Color    | Objeto                                         | Primera aparición                   |
| -------- | -------------------------------------------- | -------- | ---------------------------------------------- | ----------------------------------- |
| Espacio  | Teletransportarse a lugares instantáneamente | Azul     | Teseracto                                      | Capitán América, el primer vengador |
| Mente    | Control Mental                               | Amarillo | Cetro de Loki (anteriormente) Frente de Visión | Los Vengadores                      |
| Realidad | Alterar la realidad                          | Rojo     | Éter                                           | Thor: Un Mundo Oscuro               |
| Poder    | Manipular la energía; mayor fuerza           | Violeta  | Orbe                                           | Guardianes de la Galaxia            |
| Tiempo   | Controlar y manipular el tiempo.             | Verde    | Ojo de Agamotto                                | Doctor Strange                      |
| Alma     | Control de Almas                             | Naranja  | Planeta Vormir                                 | Avengers: Infinity War              |

### Gema del Espacio
Originalmente alojado en el Teseracto, la Gema del Espacio (azul) aparece por primera vez en la escena de mitad de créditos de Thor, con Nick Fury mostrándole el objeto a Erik Selvig, sin saber que Loki también estaba allí. En Captain America: The First Avenger, Red Skull roba el Teseracto de una iglesia y lo usa para impulsar el armamento de Hydra durante la Segunda Guerra Mundial. En medio de su pelea final con Steve Rogers, al activar su poder y tomarlo en sus manos, el Teseracto lo transportó a otro lugar (más tarde se reveló que era el planeta Vormir en Avengers: Infinity War) antes de caer en el océano Ártico, donde Howard Stark lo recuperó y se lo llevó a una base secreta.
En Capitana Marvel, se revela que la Dra. Wendy Lawson (una renegada científica Kree, de nombre Mar-Vell) trató de usar el Teseracto en 1989 para desbloquear el viaje a la velocidad de la luz para ayudar a los Skrull a encontrar un nuevo hogar, pero no tuvo éxito; aunque sus experimentos resultaron en que Carol Danvers se transformara en superhumana con fuerza, vuelo y la capacidad de generar explosiones de energía. Danvers finalmente recupera el Teseracto y le entrega el objeto a SHIELD, aunque fue tragado temporalmente por Goose (un Flerken disfrazado de gato), quien luego lo vomita en el escritorio de Fury.
En Los Vengadores, se muestra que el Teseracto es capaz de generar agujeros de gusano después de que Loki se lo roba a SHIELD y lo usa para transportar al ejército Chitauri a la ciudad de Nueva York en un intento de conquistar la Tierra. Después de que los Vengadores repelen la invasión, Thor lo devuelve a Asgard para que sea guardada en la Bóveda de Odín y utilizada para reparar el Bifrost.
En Thor: Ragnarok, Loki toma el Teseracto antes de la destrucción de Asgard por parte de Surtur. 
En Avengers: Infinity War, tras ser atacados en la nave Statesman, Loki le da a Thanos el Teseracto para salvar la vida de Thor. Luego, Thanos lo aplasta para adquirir la gema y la usa para teletransportarse a Knowhere, Vormir, Titán, Wakanda y el Jardín. Después de que Thanos inicia el Blip, la gema se destruye para evitar su uso posterior.
En Avengers: Endgame, Rogers, Tony Stark, Scott Lang y Bruce Banner viajan a través del Reino Cuántico a un 2012 alternativo, donde Stark y Lang intentan robar el Teseracto alternativo de 2012, pero el Hulk alternativo de 2012 derriba accidentalmente a Stark y el Teseracto de 2012 es tomado por el Loki alternativo de 2012, quien lo usa para abrir un agujero de gusano y escapar. Stark y Rogers luego viajan a un 1970 alternativo y toman el Teseracto de 1970 alternativo en el Campamento Lehigh, Nueva Jersey. La gema de 1970 (después de haber sido eliminada del Teseracto) es llevada a la línea de tiempo principal, se usa para deshacer el Blip y derrotar a una versión anterior de Thanos de un 2014 alternativo. Más tarde, Rogers la devuelve al 1970 alternativo junto con las otras gemas.
En Loki, el Teseracto de 2012 es confiscado por la Autoridad de Variación Temporal. Más tarde, Loki intenta recuperar el Teseracto solo para descubrir que no tiene poder en la dimensión de la organización. Presuntamente, Loki abandona el Teseracto después de que descubre que la AVT ha capturado docenas de gemas impotentes de otras líneas de tiempo.
En el primer episodio de What If...?, la Gema, que aún se encuentra en el Teseracto, aparece en una línea de tiempo alternativa que copia los eventos de Capitán América: el primer vengador, con grandes diferencias que incluyen a Peggy Carter recuperando el Teseracto de Hydra más de un año después del Proyecto Renacimiento, Howard Stark usando el Teseracto para impulsar una armadura llamada Hydra Stomper para que Rogers la use; Red Skull usa el cubo para convocar a una criatura alienígena que posteriormente lo mata, y el mismo abre un portal en la actualidad del que emerge Carter. En el quinto episodio, aparece otra versión alternativa de la Gema en posesión de un Thanos zombificado. En el octavo episodio, aparece una tercera versión alternativa de la Gema en otra línea de tiempo alternativa en posesión de Thanos antes de ser tomada por Ultrón (quien también aparece brevemente al final del séptimo episodio). Ultrón procede a usar las Gemas para conquistar el universo y, finalmente, el Multiverso, por la paz. En el noveno episodio, Erik Killmonger le quita la gema a Ultrón después de que el primero fuera asesinado por la conciencia analógica de Arnim Zola. Cuando Zola intenta quitarle las gemas a Killmonger, ambos terminan atrapados en una dimensión de bolsillo junto con las mismas.
Un artículo de 2018 en Extreme Mechanics Letters propuso que Thanos habría necesitado "una fuerza de agarre mínima de más de 40 000 toneladas, que es aproximadamente 750 000 veces la de un hombre típico", para romper el Teseracto representado en la película, asumiendo que el objeto era un "nano-tesseract o hipercubo totalmente de carbono proyectado en el espacio 3D".

### Gema de la Mente
Originalmente alojada en el cetro de Loki, la Gema de la Mente (amarilla) se vio por primera vez en Los Vengadores cuando Thanos le da un cetro a Loki para ayudarlo a localizar el Teseracto y conquistar la Tierra con su capacidad para controlar las mentes de las personas y proyectar explosiones de energía. Después de la derrota de Loki, el cetro, a través del grupo infiltrado S.T.R.I.K.E. (como se revela en Avengers: Endgame), cae en manos del líder de Hydra, el barón Wolfgang von Strucker, quien se muestra en la escena de mitad de créditos de Capitán América: El Soldado de Invierno usándolo para experimentar con humanos.
En Avengers: Age of Ultron, se revela que los únicos sujetos sobrevivientes de los experimentos de Strucker son los hermanos Pietro Maximoff y Wanda Maximoff, en quienes se desbloquearon habilidades sobrehumanas (en el caso de esta última, amplificando su magia innata) antes de que la base de Strucker sea atacada por los Vengadores, que recuperan el cetro. Más tarde se revela que el cetro contiene la Gema de la Mente, que a su vez contiene una inteligencia artificial que otorga sensibilidad al programa de computadora Ultrón, quien al tomar conciencia propia, roba el cetro y elimina la Gema para crear un cuerpo recién mejorado con vibranium. Los Vengadores roban el cuerpo infundido con la gema de Ultrón y cargan la IA JARVIS en él, dando a luz al androide Visión. La Gema también puede mejorar la inteligencia del usuario, otorgarle un conocimiento inmenso y crear una nueva vida.
En Avengers: Infinity War, Visión es herido por los Hijos de Thanos en sus intentos de obtener la Gema de la Mente en Escocia y es llevado a Wakanda para que Shuri se la quite, con la esperanza de que Visión pueda vivir sin ella. Cuando se interrumpe la operación de eliminación, Wanda se ve obligada a destruir a Visión y la gema, solo para que Thanos use la Gema del Tiempo para repararlos y recolectar este último. Después de que Thanos acaba con la mitad de toda la vida en el universo, la Gema de la Mente se destruye para evitar su uso posterior.
En Avengers: Endgame, Rogers, después de haber viajado en el tiempo a un 2012 alternativo, recupera el cetro de 2012 alternativo del equipo de STRIKE. Rogers luego usa el cetro para dejar inconsciente a su yo alternativo de 2012 después de que lo confundió con un Loki disfrazado. La Gema de la Mete alternativa de 2012, después de ser eliminada del cetro, regresa a la línea de tiempo principal y se usa para deshacer el Blip y derrotar a una versión anterior de Thanos de un 2014 alternativo. Posteriormente, Rogers la devuelve a su respectivo punto en el tiempo junto con las otras gemas.
La Gema del Tiempo aparece en dos series lanzadas en el servicio de transmisión de Disney +: en WandaVision, Wanda Maximoff usa su conexión con la gema para reanimar a un Visión falso, mientras que en el quinto episodio de la serie de animación What If... ?, ambientada en un universo alternativo, Peter Parker, T'Challa y Scott Lang, que son los supervivientes de un apocalipsis zombi, intentan utilizar la Gema de la Mente como cura para la plaga. Otra versión alternativa de la gema aparece al final del séptimo episodio en posesión de Ultrón. En el octavo episodio (que explica el final del episodio anterior), Ultron se sube con éxito al cuerpo infundido con la gema y procede a usarla para derrotar a los Vengadores; envía a la Tierra a un invierno nuclear, mata a Thanos usando su rayo y con el resto de las piedras conquistar el universo y el multiverso mayor. En el noveno episodio, la gema se sella en una dimensión de bolsillo con las otras gemas, Killmonger y Arnim Zola luego de la derrota de Ultron. Una tercera versión alternativa de la gema aparece al final del episodio, todavía alojada dentro del cetro de Loki, que Romanoff usa para derrotar a Loki.

### Gema de la realidad
Transformada en un arma similar a un fluido llamada Aether, la Gema de la Realidad (roja) aparece por primera vez en Thor: The Dark World. Su origen se remonta miles de años atrás, cuando Malekith intenta usar el Aether para destruir los Nueve Reinos y devolver al universo a su estado anterior al Big Bang; solo para ser frustrado por Bor, el abuelo de Thor quien lo esconde para que nadie lo pueda encontrar. En 2014, Jane Foster se infecta con el éter después de encontrar su lugar de descanso, aunque Malekith luego se lo saca, adquiere su poder e inicia su campaña aprovechando el fenómeno de La Convergencia. Después de que Malekith es derrotado por Thor, Sif y Volstagg sellan el Aether en un contenedor con forma de linterna y se lo confían al Coleccionista para mantenerlo separado del Teseracto, ya que consideran imprudente tener múltiples gemas cerca uno del otro. El éter, una vez unido a un anfitrión, puede convertir cualquier cosa en materia oscura y absorber la fuerza vital de los humanos y otros mortales. El Aether también puede alterar las leyes de la física y repeler amenazas si detecta alguna.
En Avengers: Infinity War, Thanos adquiere el éter del Coleccionista y lo vuelve a convertir en la Gema de la Realidad fuera de la pantalla, lo que le permite repeler los ataques de los Guardianes de la Galaxia convirtiendo a Drax el Destructor en rocas, Mantis en tiras de cinta y haciendo que el arma de Star-Lord dispare burbujas. Thanos luego usa la gema para crear una restricción de roca alrededor de Natasha Romanoff. Después de que Thanos acaba con la mitad de toda la vida en el universo, la Gema de la Realidad se destruye para evitar su uso posterior.
En Avengers: Endgame, Thor y Rocket viajan en el tiempo a Asgard en un 2013 alternativo para extraer el Aether de la Jane Foster alternativa de 2013. La Gema de la Realidad de 2013 (que se volvió a convertir en su forma sólida) se lleva de vuelta a 2023 y se usa para deshacer el Blip y desintegrar una versión anterior de Thanos de un 2014 alternativo. Rogers luego devuelve su lugar original.
En el quinto episodio de What If...?, aparece una versión alternativa de la Gema de la Realidad en posesión de un Thanos zombificado. En el octavo episodio, aparece otra versión alternativa de la gema en posesión de Ultrón (quien también aparece al final del séptimo episodio), quitándosela a Thanos después de matarlo para conquistar el universo y el multiverso. Ultrón también usa la gema para recrear sus Ultron Sentries. En el noveno episodio, Killmonger le quita la gema a Ultrón después de que Arnim Zola matara al primero. Cuando Zola intenta quitarle las gemas a Killmonger, terminan atrapados en una dimensión de bolsillo junto con las mismas.

### Gema del Poder
Alojada en el Orbe escondido en el planeta Morag, la Gema del Poder (morada) puede aumentar la fuerza del usuario y destruir civilizaciones enteras con una sola explosión. Sin embargo, la gema es demasiado fuerte para que la mayoría de los seres mortales la manejen físicamente porque su poder los destruirá al contacto. En Guardianes de la Galaxia, Ronan el Acusador busca el orbe para Thanos, pero Star-Lord lo encuentra y lo roba antes que Korath. Ronan finalmente se lo roba a los Guardianes de la Galaxia. Después de aprender sobre la gema, sin embargo, Ronan traiciona a Thanos e intenta usar su poder destructivo para devastar el planeta Xandar. Durante la batalla para proteger a Xandar, al compartir la carga de la energía de la gema, los Guardianes pueden usarla para matar a Ronan. Se revela que la fisiología medio celestial de Peter Quill fue lo que le permitió resistir el poder de la gema por sí mismo durante un breve tiempo antes de que los otros Guardianes se unieran a él. Sellan la gema en un nuevo orbe y se la confían a los Nova Corps para su custodia.
En Avengers: Infinity War, se revela que la Gema del Poder fue la primera en ser obtenida por Thanos, quien "diezma" a Xandar en el proceso. Thanos usa la Piedra para destruir al Statesman y durante la batalla en Titán contra Tony Stark y los miembros de los Guardianes. Después de que Thanos usa la gema, junto con las otras, para acabar con la mitad de toda la vida en el universo, la destruye para evitar su uso posterior.
En Avengers: Endgame, Banner viaja en el tiempo a través del reino cuántico hasta 2012 y habla con la Ancestral para renunciar a la gema de esa línea de tiempo, prometiendo devolverla después de que terminen de usarla para garantizar que las líneas de tiempo alternativas sobrevivan. La gema del tiempo alternativa de 2012 se devuelve a la línea de tiempo principal, se usa para deshacer el Blip y para derrotar a una versión anterior de Thanos de un 2014 alternativo. Rogers luego devuelve la gema a su lugar de origen.
En el segundo episodio de What If...?, la gema, aún sellada dentro del Orbe, aparece en una línea de tiempo alternativa que copia los eventos de Guardians of the Galaxy, pero es descubierta por T'Challa, que los Devastadores luego ofrecen al Coleccionista. En el quinto episodio, aparece otra gema alternativa en posesión de Thanos, que está zombificado. En el octavo episodio, aparece una tercera versión alternativa de la gema en posesión de Ultron (quien también aparece brevemente al final del séptimo episodio), quien se la roba a Thanos y la usa para conquistar su universo y el Multiverso. En el noveno episodio, después de que Arnim Zola mata a Ultrón, Erik Killmonger toma posesión de la gema. Cuando Zola intenta quitárselas a Killmonger, terminan atrapados en una dimensión de bolsillo junto con las Gemas.

### Gema del Tiempo
Alojado en el Ojo de Agamotto por el primer hechicero de la Tierra, Agamotto, un Maestro de las Artes Místicas puede usar la Gema del Tiempo (verde) para alterar y manipular el tiempo. En Doctor Strange, el Dr. Stephen Strange encuentra el Ojo de Agamotto y aprende a usarlo para salvar a la Tierra de Dormammu atrapándolo en un bucle de tiempo hasta que el demonio abandona sus planes de destrucción y se lleva a sus fanáticos, liderados por Kaecilius. Strange devuelve el Ojo de Agamotto al recinto secreto de los Maestros de las Artes Místicas Kamar-Taj en Katmandú, Nepal, aunque se lo ve usándolo nuevamente en la escena de mitad de créditos, que tiene lugar durante Thor: Ragnarok.
En Avengers: Infinity War, Ebony Maw intenta robar la Gema del Tiempo de Strange, pero es frustrado por Tony Stark, Peter Parker y Wong. Mientras está en el planeta Titán (el mundo natal de Thanos), Strange usa la gema para mirar en futuras líneas de tiempo; viendo millones de posibles resultados de su conflicto y aprendiendo de un solo futuro en el que ganan. Para asegurarse de que el futuro se cumpla, Strange le entrega la gema a Thanos para salvar a Stark. Luego, Thanos usa la gema en Wakanda para revertir la destrucción de la Gema de la mente por parte de Wanda Maximoff, lo que le permite arrancar esa gema de la frente de Visión. Después de que Thanos usa las gemas para borrar la mitad del universo, las destruye.
En Avengers: Endgame, Banner viaja en el tiempo a través del reino cuántico hasta 2012 y habla con la Ancestral para renunciar a la gema de esa línea de tiempo, prometiendo devolverla después de que terminen de usarla para garantizar que las líneas de tiempo alternativas sobrevivan. La gema del tiempo alternativa de 2012 se devuelve a la línea de tiempo principal, se usa para deshacer el Blip y para derrotar a una versión anterior de Thanos de un 2014 alternativo. Rogers luego devuelve la gema a su lugar de origen.
En el cuarto episodio de What If...? ", se muestra que la Gema del Tiempo tiene habilidades adicionales más allá de las vistas anteriormente; una versión alternativa del Doctor Stephen Strange usa el Ojo de Agamotto para viajar a través del tiempo y tratar de evitar la muerte de su amante Christine Palmer, solo para fallar una y otra vez debido a que el evento es un punto absoluto. Durante la terrible experiencia de siglos de Strange de absorber criaturas místicas, también usa la gema para evitar el envejecimiento, y luego se ofrece a usarla para reducir la edad de un anciano O'Bengh, que se niega. Después de absorber a su contraparte buena, anula la piedra para romper el punto absoluto y, posteriormente, se convierte en la única piedra restante en su universo que se ha puesto fin a sí mismo. En el quinto episodio, aparece otra versión alternativa de Time Stone en posesión de un Thanos zombificado. En el octavo episodio, aparece una tercera versión alternativa de Time Stone en posesión de Ultron (quien también aparece brevemente al final del séptimo episodio), quien se la quita a Thanos para conquistar el Multiverso. En el noveno episodio, Ultrón utiliza la Piedra del tiempo para congelar el tiempo y poder recuperar la Piedra del alma de Gamora. Strange luego usó la Piedra del Tiempo de su universo para deshacer las acciones de Ultrón. Después de que Ultron es asesinado por Arnim Zola, Erik Killmonger toma los Stones, pero Zola intenta tomarlos para sí mismo, lo que lleva a los dos a pelear por ellos. Strange y el Vigilante los atrapan en una dimensión de bolsillo para mantener a los Stones separados.

### Gema del Alma
Es un objeto que tiene la capacidad de manipular el alma y la esencia de una persona, controlar la vida y la muerte, y contiene una dimensión de bolsillo llamada Mundo del Alma. La Gema del Alma (naranja) se ve por primera vez en Avengers: Infinity War. Se revela que en algún momento del pasado, Thanos le encargó a Gamora que encontrara la Gema, ya que hay pocos registros de su existencia en comparación con las otras gemas. Gamora encontró un mapa que conducía a donde estaba escondido: en un santuario en el planeta Vormir, pero optó por destruir el mapa y no decírselo a Thanos; solo se lo contó a Nébula y le juró guardar el secreto (luego se dio cuenta de que Thanos no se dejó engañar por sus mentiras). Después de que Thanos captura y tortura a Nébula, Gamora acepta llevarlo a Vormir, donde se encuentran con Red Skull (habiendo sido transportado al planeta por el Teseracto y maldecido para servir como guardián de la gema). Thanos sacrifica a regañadientes a Gamora para cumplir con los requisitos para obtener la gema una vez que Red Skull les explica que la gema requiere el sacrificio de aquello que aman para ganarla. Después de completar el Guantelete del Infinito, Thanos es transportado brevemente al Mundo del Alma y se encuentra con la visión de una joven Gamora. La gema se destruye más tarde para evitar su uso posterior.
En Avengers: Endgame, Natasha Romanoff y Clint Barton viajan en el tiempo a través del reino cuántico a Vormir en un 2014 alternativo, donde cada uno intenta sacrificarse para permitir que el otro regrese con la gema, con Romanoff sacrificándose para que Barton pueda recibirla. La gema del alma alternativa de 2014 se devuelve a la línea de tiempo principal y se usa para deshacer el Blip y para derrotar a una versión anterior de Thanos del 2014 alternativo. Según los directores de la película, después de completar el Nano Guantelete para derrotar a Thanos y su ejército en 2014, Stark es transportado brevemente al Mundo del Alma, donde conoce a una versión mayor de su hija, Morgan. Rogers luego devuelve a su lugar de origen, donde finalmente se reencontraría con Red Skull.
En el quinto episodio de What If...?, aparece una versión alternativa de la gema en posesión de un Thanos zombificado. En el octavo episodio, aparece otra versión alternativa de la gema en posesión de Ultrón (quien también aparece brevemente al final del séptimo episodio), quien se la quita a Thanos. Ultrón procede a usar la gema junto con los demás en su conquista del Multiverso. En el noveno episodio, T'Challa retira temporalmente la Gema del alma de Ultrón. En breve, Romanoff toma la gema, pero es derribada. Esto lleva a los Guardianes del Multiverso a perseguirlo en una persecución contra Ultrón. Finalmente, Gamora puede agarrar la gema, pero Ultrón la recupera después de congelar el tiempo con la Gema del Tiempo. Sin embargo, después de que Arnim Zola mata a Ultron, Killmonger toma la Piedra, que Zola luego intenta quitarle. Para mantener separados a las gemas, Strange y el Vigilante atrapan a Zola, Killmonger y las gemas en una dimensión de bolsillo.

## Guantelete del Infinito
El Guantelete del Infinito también aparece en el Universo Cinematográfico de Marvel y se usa para albergar las seis gemas. Aparece un guantelete para diestros en Thor, donde está almacenado en la bóveda de Odín; aunque más tarde Hela reveló que este era falso en Thor: Ragnarok. La escena de mitad de créditos de Avengers: Age of Ultron reveló que Thanos había adquirido un guantelete para zurdos (el verdadero). En Avengers: Infinity War se revela que Thanos invadió Nidavellir, donde obligó a Eitri a crear un guantelete amenazando con matar a su gente, aunque lo hizo de todos modos una vez que se completó, además de quitarle las manos a Eitri para evitar que hiciera algo más.
En Avengers: Endgame, después de que Thanos borra a la mitad de toda la vida en el universo de la existencia con las Gemas y las destruye para evitar que su trabajo se deshaga, el guante queda atado permanentemente a su brazo hinchado, que posteriormente es cortado por Thor. Sin embargo, en 2023, los Vengadores pueden viajar a través del Reino Cuántico para recuperar versiones de las gemas del pasado y traerlas al presente. Tony Stark, Bruce Banner y Rocket posteriormente utilizan la nanotecnología para crear un tercer Nano Guantelete para diestros con el fin de utilizar las Gemas del Infinito desplazadas en el tiempo. Banner en su forma de "Smart Hulk", debido a que es el más inmune a la radiación gamma que emiten los poderes combinados de las gemas, usa el guantelete para revertir el Blip, aunque la tensión de canalizar los poderes combinados le causa un dolor considerable y lo deja con el brazo derecho lisiado. Más tarde, un Thanos desplazado en el tiempo intenta usarlo para recrear el universo, pero aunque logra adquirirlo, Stark le quita las Gemas y, habiendo formado un guantelete improvisado en su armadura, las usa para borra a Thanos y sus fuerzas, llevándose el Nano Guantelete vacío con ellos.
El Guantelete hizo breves apariciones en los episodios 5 y 8 de What If. . . ?.

## Diferencias de los cómics.
En los cómics, Thanos está motivado para recuperar y usar las Gemas del Infinito para impresionar a Lady Death, ya que creía que el universo estaba superpoblado y se dirigía a una extinción masiva. En las películas, no se menciona a Lady Death, y Thanos desea reducir la población para evitar que se repita su experiencia en Titán. Thanos recuperó cada gema de un ser que la tenía en ese momento. El Intermedio tenía la Gema del Alma, el Campeón del Universo tenía la Gema del Poder, el Jardinero tenía la Gema del Tiempo, el Coleccionista tenía la Gema de la Realidad, el Corredor tenía la Gema del Espacio y el Gran Maestro tenía la Gema de la Mente. Además, nadie más estaba al tanto de Thanos, por lo tanto, nadie intentó detenerlo.
Los colores de las gemas eran originalmente diferentes en los cómics. Eran morados para el espacio, amarillos para la realidad, rojos para el poder, azules para la mente, naranjas para el tiempo y verdes para el alma. Los colores de las gemas se actualizaron en la serie Marvel Legacy para que coincidan con las versiones cinematográficas.
En el Universo Cinematográfico de Marvel, la Gema del Tiempo se encuentra en el Ojo de Agamotto y la Gema del Espacio se encuentra en el Teseracto (Cubo Cósmico). Sin embargo, las versiones de Marvel Comics de estas dos gemas no tienen conexión con estas reliquias.

## Recepción
El uso de las gemas del infinito como un dispositivo de trama llevó a la especulación de los fanáticos sobre la ubicación de las gemas aún no descubiertas y la posible aparición de gemas adicionales. Una teoría popular entre los fanáticos era que las palabras que describen la naturaleza o la ubicación de las gemas deletreaban el nombre "THANOS", y que la gema del alma aún no descubierta estaba asociada de alguna manera con el personaje Heimdall. Otra teoría propuesta antes del lanzamiento de Avengers: Endgame fue que involucraría una séptima Gema del Infinito correspondiente a una Gema del Infinito adicional de los cómics, la Piedra del Ego.